# Enghlenschild

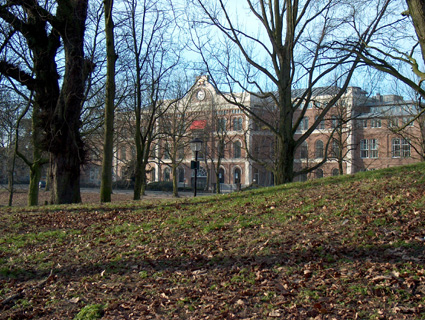
Appartementengebouw Enghlenschild in Utrecht, gezien vanaf de overkant van de Catharijnesingel

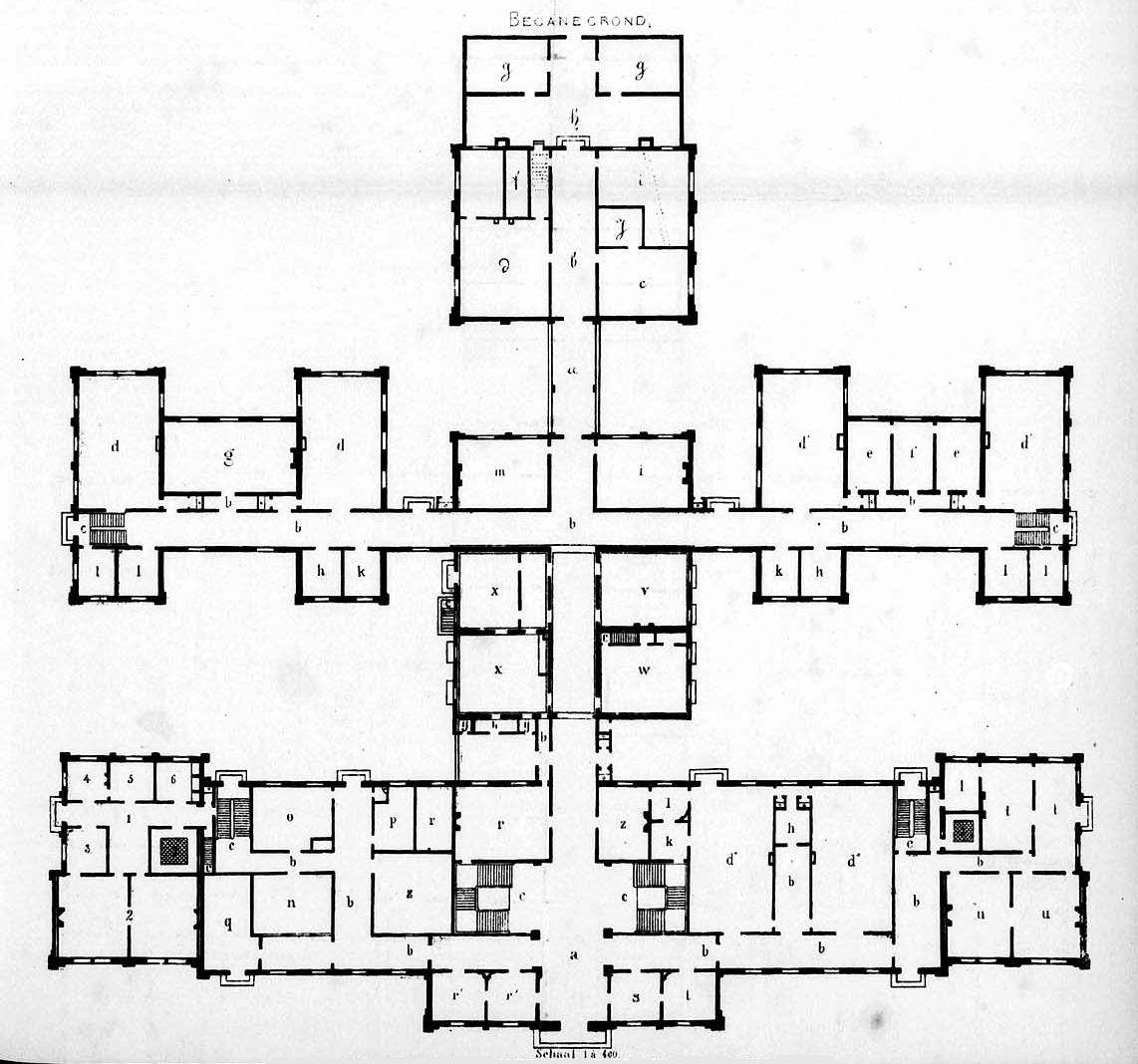
Cornelis Vermeijs. Ontwerp van het Algemeen Ziekenhuis, Catharijnesingel, Utrecht, plattegrond begane grond. Afkomstig uit De Opmerker, 5e jaargang, nummer 37 (10 september 1870).

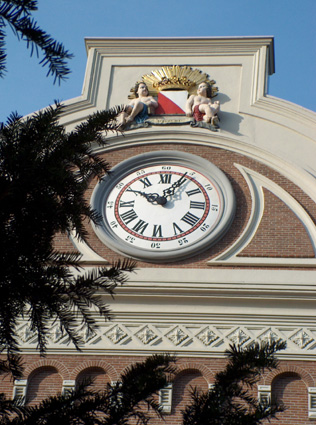
Appartementengebouw Enghlenschild in Utrecht, gezien vanaf de Catharijnesingel

Enghlenschild is een gebouw, gelegen aan de Catharijnesingel in Utrecht. Het bouwwerk uit omstreeks 1870 fungeerde ruim een eeuw als ziekenhuis. Het werd vervolgens herbestemd tot appartementencomplex dat de naam Enghlenschild kreeg. De entrees van de appartementen bevinden zich in de Arthur van Schendelstraat 50-162.

## Geschiedenis van het gebouw
In 1866 besloot de stad Utrecht tot aankoop van een terrein aan de Catharijnesingel voor de bouw van een nieuw Algemeen Ziekenhuis. Het toenmalige Academisch Ziekenhuis, gevestigd in het Apostelgasthuis aan de Lange Jufferstraat (sinds 1817), was veel te klein voor de ongeveer 1.000 patiënten die hier jaarlijks verbleven. Het nieuwe ziekenhuis, gelegen 'ten westen der gemeente onmiddellijk aan den buitensingel [...] aan de achter (West) zijde belendende aan het terrein van de Nederlandsche Rijnspoorweg-Maatschappij', werd ontworpen door architect en directeur van Gemeentewerken in Utrecht, Cornelis Vermeijs, bekend als mede-architect van het Academiegebouw aan het Domplein. Al bij de officiële opening in 1872 bleek ook dit gebouw echter te klein. In de volgende decennia werd voortdurend over uitbreiding gesproken, tot in het begin van de twintigste eeuw klinieken voor heelkunde, vrouwenziekten, neurologie en psychiatrie werden bijgebouwd. Ook in de daarop volgende decennia werden herhaaldelijk nieuwe gebouwen bijgebouwd. Het gebouw van Vermeys stond vervolgens te boek als Hoofdgebouw I.
In april 1967 verwierf het ziekenhuis landelijke bekendheid door de geboorte van prins Willem-Alexander.
In 1976 besliste het kabinet voor de verplaatsing van het Academisch Ziekenhuis Utrecht (AZU) naar De Uithof, tegen de zin van de gemeente die lang heeft geprobeerd het AZU voor de Catharijnesingel te behouden. Toch maakte de gemeenteraad verscheidene plannen voor de enorme strook grond die vrij gaat komen. Halverwege de jaren tachtig sloot de gemeente een ontwikkelingsovereenkomst met Banero Spaarneveste, dat later als Amstelland deelnam aan de ontwikkelingscombinatie Incasu (Innovatieteam Catharijnesingel Utrecht). Incasu trad voor het totale project Hoogh Boulandt als opdrachtgever op. De nieuwe buurt kreeg de naam Hooch Boulandt.
De bestaande structuur van het ziekenhuisterrein is zeer gecompliceerd. Er is de laatste decennia veel bij- en aangebouwd. Er zullen delen moeten worden afgebroken, waaronder een relatief recent gebouwde hartkliniek met een nogal expressieve architectuur. Er wordt uiteindelijk gekozen voor behoud van vier belangrijke gebouwen: het hoofdgebouw (nu: Enghlenschild), het zusterhuis, het pathologiegebouw (alle drie aan de Catharijnesingel) en het neurologiegebouw (thans: Hildebrandstaete aan de Nicolaas Beetsstraat). De herinrichting van het hoofdgebouw tot het huidige appartementengebouw Enghlenschild begint in 1989 met Joop van Stigt als architect. In 1991 worden de eerste appartementen betrokken.
Op 25 januari 2000 is Enghlenschild door de gemeenteraad als gemeentelijk monument aangewezen (nummer 3441366).

## Tuin
Het ontwerp van de Tuin van Enghlenschild is van Joop van Stigt uit Amsterdam, die ook de herinrichting van het gebouw voor zijn rekening nam. Het is een tuin van vormen en kleurenvlakken. De vormen zijn eenvoudig en de lijnen strak. Die eenvoudige vormen met strakke lijnen en de grote kleurvlakken, die door de bloemkleuren bepaald worden, maken de tuin harmonieus en rustgevend. De wijde grindvelden maken de tuin ruim en statig.
De basisvorm is de cirkel: een grote halve cirkel in het midden en aanweerszijden een gesloten cirkel. Het beeld van ronding wordt versterkt door de bolvormige kronen van een aantal bomen. Binnen de grote, centrale halve cirkel is vorm aangebracht door de beplanting: kleinere cirkels en ruiten zijn opgebouwd uit telkens één soort, gescheiden van elkaar door een egaal de grond dekkende dwergstruik. De karakteristieke bladkleur of de massale bloei leveren zo de kleurvlakken in de tuin. De cirkels aan weerszijden hebben ook een vlakbeplanting, maar hier is de geometrische vormgeving enigszins losgelaten. Deze cirkels worden door een S-vormig pad doorsneden; sommigen zien hier de yin-yang symboliek in verwerkt en vinden dat dit de tuin een spirituele dimensie geeft.
Op het eerste gezicht lijkt het alsof er slechts weinig plantensoorten in de ruim 2400 m² grote tuin staan. Maar het zijn er toch nog 32. De soorten zijn zo gekozen dat er van het vroege voorjaar tot laat in de herfst wel iets bloeit.
Zoals met veel tuinplanten het geval is, zijn bijna alle soorten in de tuin uitheems: ze groeien in verre landen in het wild. Ze zijn daar verzameld en hiernaartoe gehaald omdat ze mooi bloeien of vanwege hun bladkleur of vorm als sierplant goed staan. Vaak zijn ze door kwekers veredeld. Dat wil zeggen dat ze genetisch geselecteerd zijn op bepaalde kenmerken, zoals bloemkleur, bloemgrootte, hangende takken, etc. of ze zijn gekruist met nauw verwante soorten, die weer andere gewenste eigenschappen bezitten. De ingevoerde soorten in Nederlandse tuinen komen veelal uit China en Japan en uit Noord-Amerika.
Dat komt doordat in die landen het klimaat enigszins met het onze overeenkomt en dan kan men verwachten dat de planten uit die landen hier ook goed groeien. Veel van deze tuinsoorten zijn in de negentiende eeuw naar Europa gehaald. De meeste soorten in de tuin van Enghlenschild komen eveneens uit China en Japan, maar er komen er ook een paar uit Zuid-Europa. Slechts vier van de soorten zijn hier inheems: de hulst, de taxus (of ijf), de klimop en de zoete kers.

## Fotogalerij

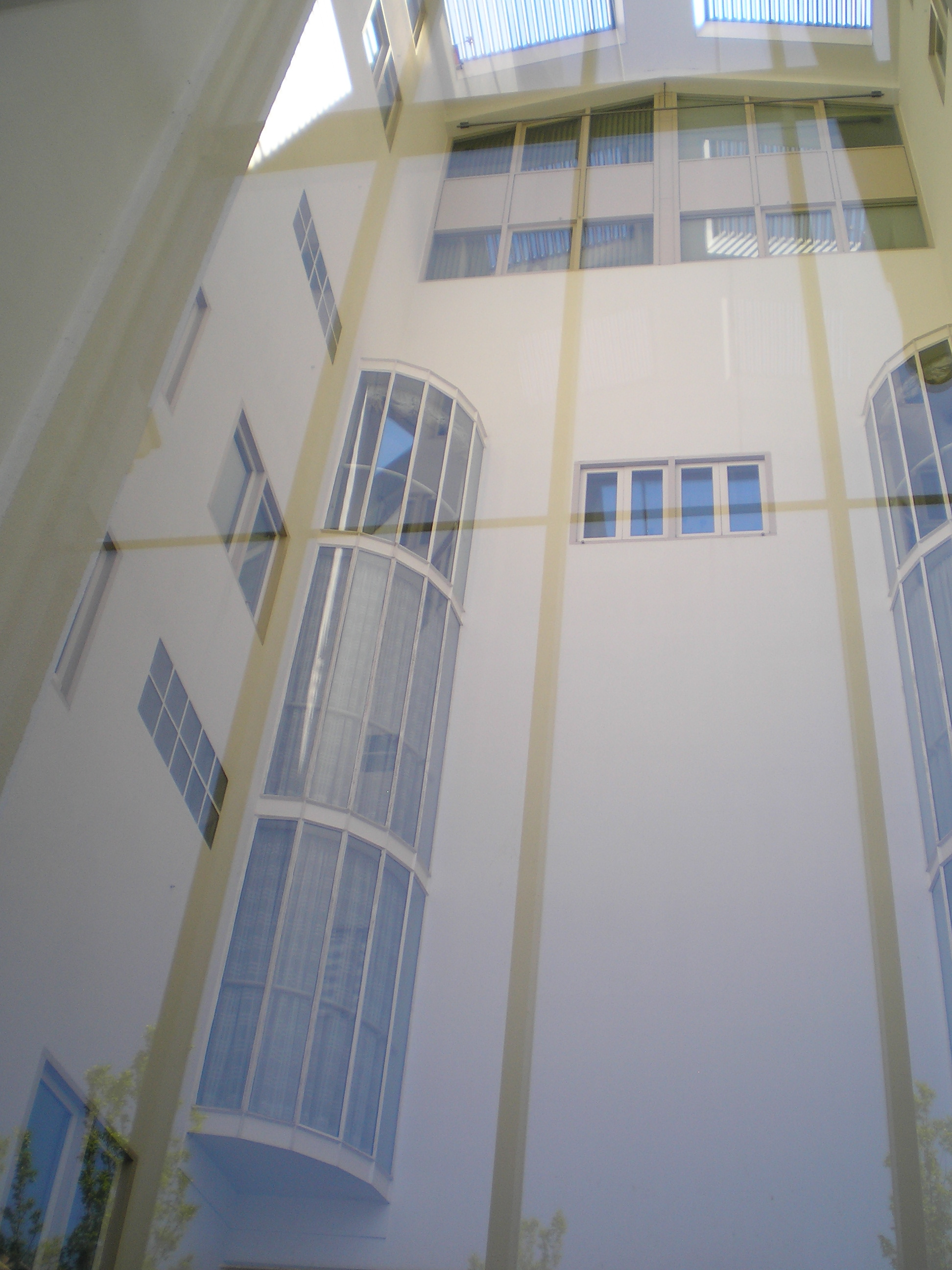

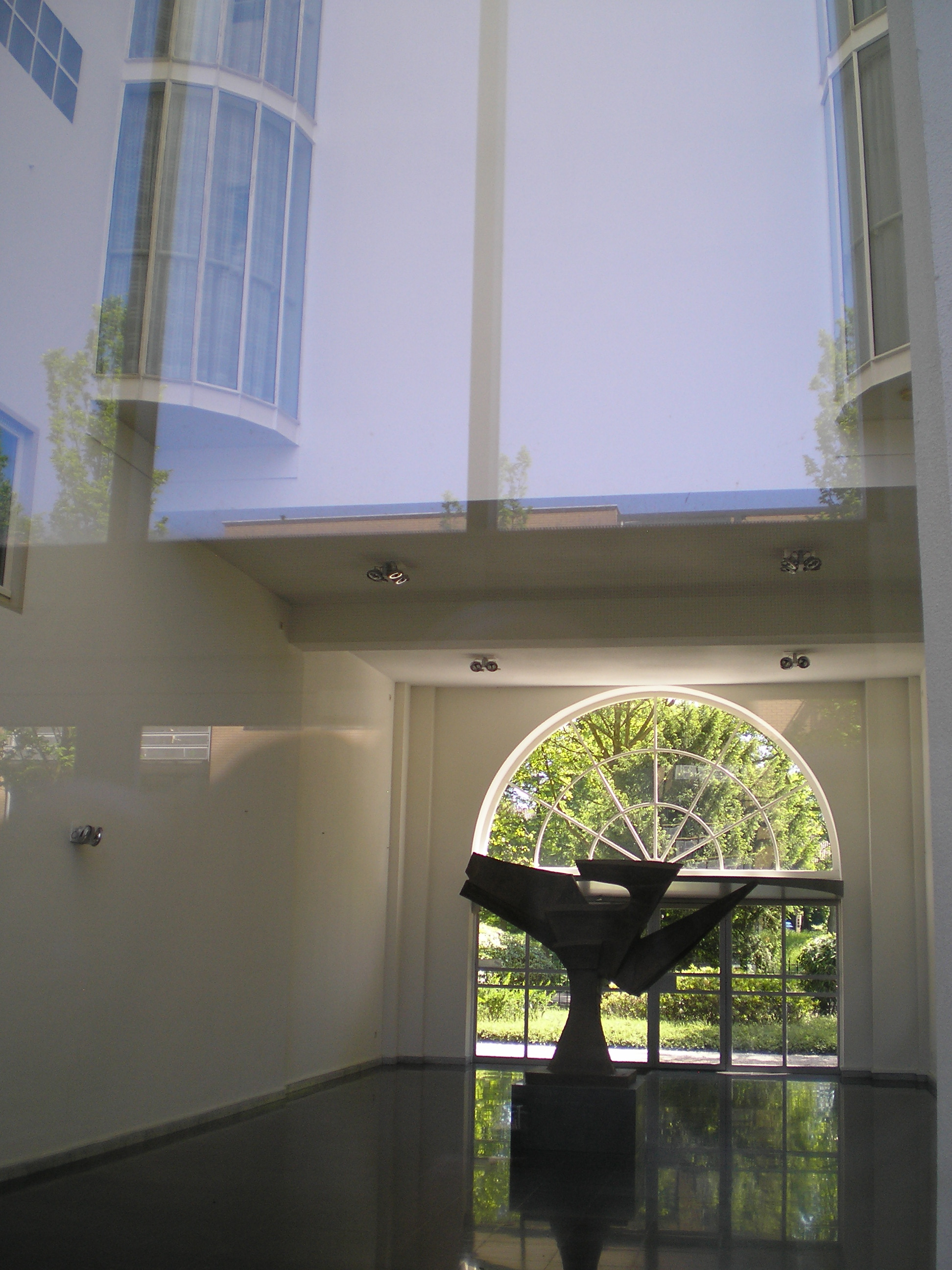
Hal van Hoofdgebouw (gebouw 1 genoemd) van het voormalige AZU nu Appartementengebouw Enghlenschild gehete aan de Catharijnesingel 101
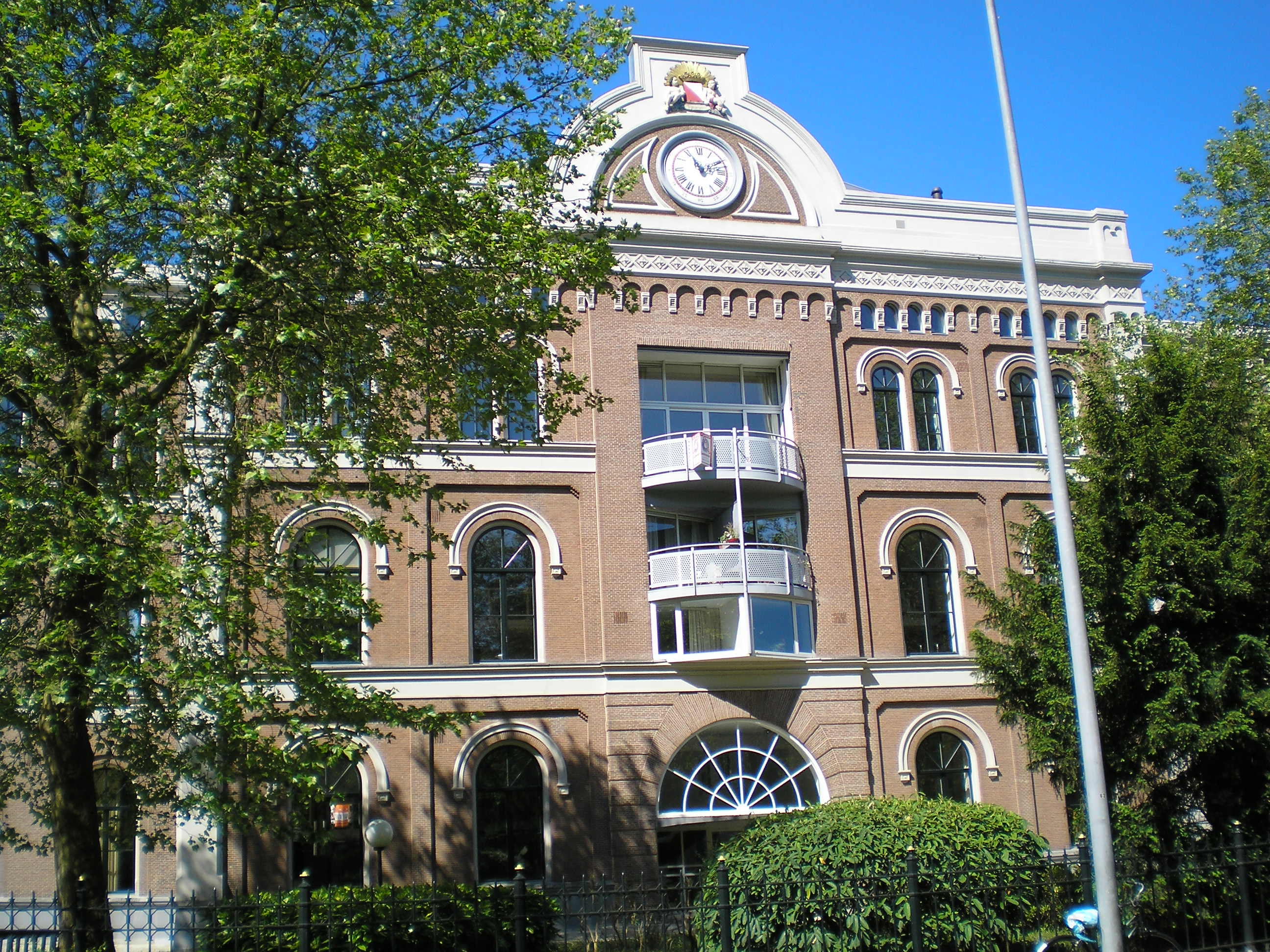
Hoofdgebouw (gebouw 1 genoemd) van het voormalige AZU. Nu Appartementengebouw Enghlenschild geheten
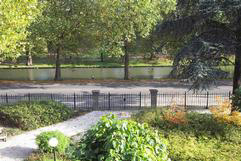
Tuin van het appartementengebouw Enghlenschild in Utrecht
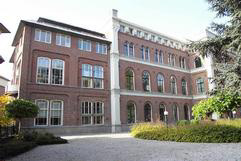
Tuin van het appartementengebouw Enghlenschild